# 克里夫·楊
克里夫·楊（Cliff Young，1922年2月8日—2003年11月2日）是澳大利亞人，是一位農夫，也是一位超級馬拉松選手。最著名的事蹟在1983年他61歲時贏得超級馬拉松賽。

## 雪梨到墨爾本超級馬拉松賽

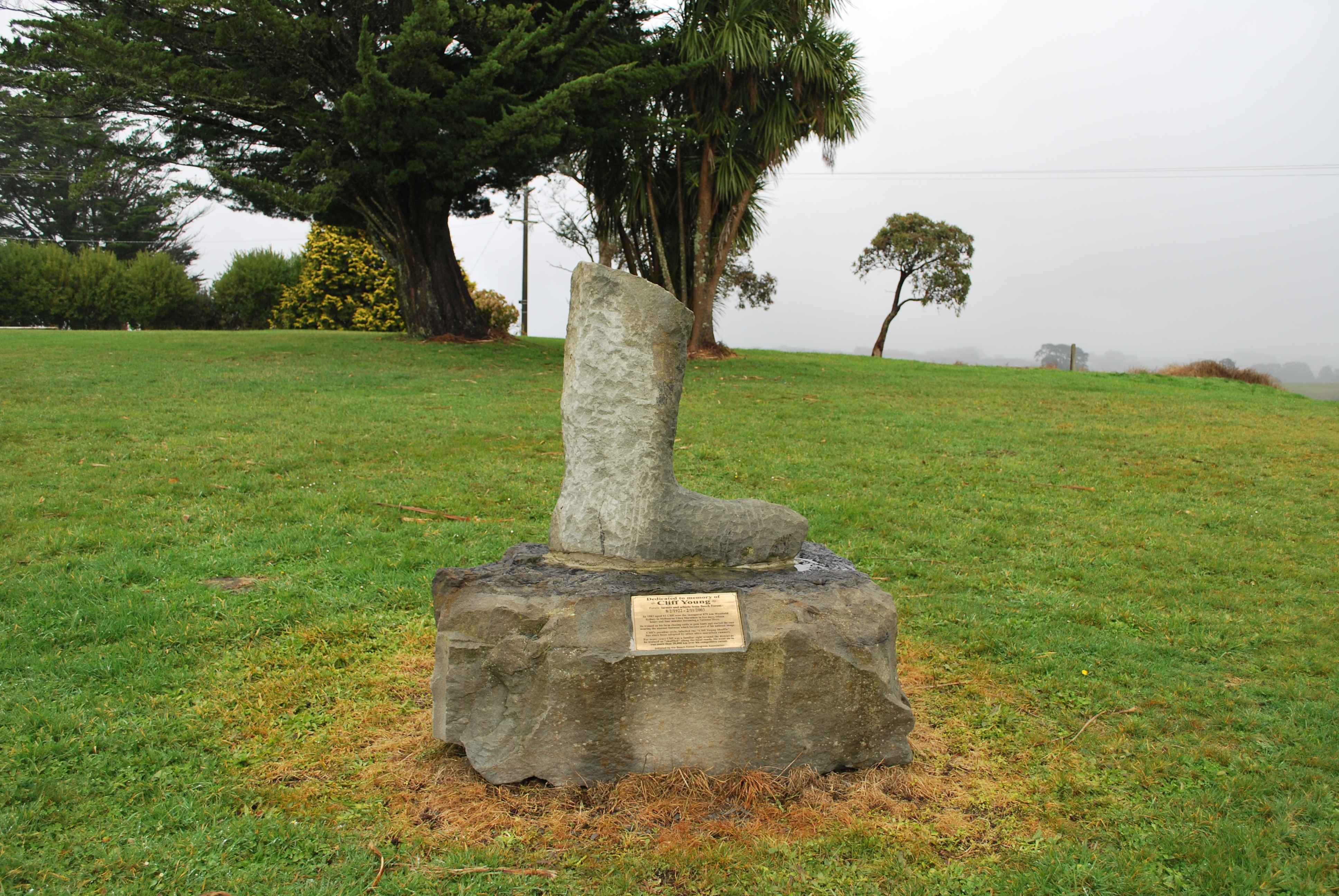
紀念碑

克里夫本來是一位馬鈴薯田農夫，在1983年，克里夫61歲那年，他參加了雪梨到墨爾本總長875公里的超級馬拉松賽。儘管克里夫一開始邁著沈重的腳步，落後其他競爭對手。但他事先並不知道其他選手，每天跑18個小時，休息6小時。他藉由不眠不休，利用其他選手睡覺的時間，追趕、領先，最後他用了5天15小時又4分鐘贏得了比賽。這項成績比以往從悉尼到墨爾本的比賽縮短了2天的時間，儘管其他6位完成比賽的挑戰者也都打破了過去的紀錄，但是克里夫在他們睡覺時，擊敗了他們。